# Ferrata Havranka
Via ferrata Havranka se nachází v Českém Krumlově na skalním útvaru Havraní skála. Jedná se o první zajištěnou cestu v Českém Krumlově o obtížnosti C. Délka zajištěné cesty je 110 metrů, doba výstupu je cca 30 minut. V roce 2024 byla otevřena nová cesta navazující na původní z roku 2021. Obtížnost nové cesty je C.
Vstup na zajištěnou cestu Havranka je pro veřejnost zdarma, nicméně pouze s kompletní výbavou na Via ferraty (helma, sedací úvaz, jistící set). Pro začátečníky se doporučuje použití hrudního, případně celotělového, úvazu.

## Historie
Via ferrata Havranka byla postavena v roce 2021 spolkem Českokrumlovské ferraty z.s. Zajištěná cesta byla vybudována na pravé straně Havraní skály, která je dobře známá mezi horolezci. Na Havraní skále je vybudováno několik horolezeckých cest různých obtížností. Samotná ferrata do těchto horolezeckých cest nezasahuje, naopak, je záměrně odkloněna mimo hlavní stěnu. Začátek cesty traverzuje doprava těsně na řekou a poté strmě stoupá po úbočí stěny. 

## Popis
Ferratu Havranka najdete v Českém Krumlově na pravém břehu Vltavy po směru proudu řeky. Začátek zajištěné cesty je snadno dostupný. Automobil je možné zaparkovat na placeném parkovišti P2.
Začátek cesty je traverz kousek nad řekou, poté následuje asi nejtěžší část, krátký převis obtížnosti C, který může dělat problémy menším osobám. Cesta pokračuje směrem k vrcholu skály – tento úsek není nijak náročný. Kousek pod vrcholem je lanový most dlouhý 27 metrů, který spojuje oba vrcholy Havraní skály.
Za mostem je poslední náročnější úsek vedoucí strmě na vrchol, odkud se otevírají krásné výhledy na řeku Vltavu a město Český Krumlov. Z vrcholu vede nová cesta postavena v roce 2024 opět o obtížnosti C.